# Sodio
Il sodio è l'elemento chimico che ha come simbolo Na.

## Storia
Il nome deriva dall'inglese "soda" e dal latino "sodanum", che significa "rimedio per il mal di testa". Il simbolo "Na" deriva dal termine latino "natrium", che si riferisce al "natron" (soda in inglese).
Il cloruro di sodio e il carbonato di sodio sono conosciuti fin dai tempi preistorici: il primo utilizzato come aromatizzante e conservante, e la seconda per la fabbricazione del vetro. Il sale proveniva dall'acqua di mare, mentre la soda proveniva da Wadi El Natrun in Egitto o dalla cenere di alcune piante.
La loro composizione fu oggetto di dibattito tra i primi chimici e la soluzione arrivò finalmente dalla Royal Institution di Londra nell'ottobre 1807, quando Humphry Davy espose la soda caustica a una corrente elettrica e ottenne delle goccioline di sodio metallico, proprio come aveva fatto in precedenza per il potassio, sebbene avesse dovuto utilizzare una corrente più forte.
L'anno seguente, Josef Louis Gay-Lussac e Louis Jacques Thénard ottennero il sodio riscaldando a calore rosso una miscela di soda caustica e limatura di ferro.

## Chimica nucleare
| Numero atomico | 11               |
| Massa atomica  | 22,989 769 28(2) |

| Nuclide | Massa monoisotopica     | Decadimento                                                      | Emivita              |
| ------- | ----------------------- | ---------------------------------------------------------------- | -------------------- |
| 17Na    | 17,0372730 ± 6,4x10−5   | p = 100%                                                         | -                    |
| 18Na    | 18,0268794 ± 1x10−4     | p = ?                                                            | 1,3 zs ± 0,4         |
| 19Na    | 19,0138803 ± 1,13x10−5  | p = 100%                                                         | 1 as                 |
| 20Na    | 20,0073543 ± 1,19x10−6  | β+ = 100% β+α = 25,0 ± 0,4%                                      | 447,9 ms ± 2,3       |
| 21Na    | 20,9976545 ± 4,5x10−8   | β+ = 100%                                                        | 22,4550 s ± 5,4x10−3 |
| 22Na    | 21,.9944375 ± 1,41x10−7 | β+ = 100% e+ = 90,57 ± 0,8% ε = 9,43 ± 0,6%                      | 2,6019 y ± 6x10−4    |
| 22mNa   | 21,.9944375 ± 1,41x10−7 | IT = 100%                                                        | 243 ns ± 2           |
| 23Na    | 22,9897692 ± 1,94x10−9  | IS = 100%                                                        | stabile              |
| 24Na    | 23,9909630 ± 1,7x10−8   | β- = 100%                                                        | 14,9560 h ± 1,5x10−3 |
| 24mNa   | 23,9909630 ± 1,7x10−8   | IT≈100% β- = 0,05%                                               | 20,18 ms ± 0,10      |
| 25Na    | 24,9899540 ± 1,288x10−6 | β- = 100%                                                        | 59,1 s ± 0,6         |
| 26Na    | 25,9926346 ± 3,759x10−6 | β- = 100%                                                        | 1.071,28 ms ± 0,25   |
| 26mNa   | 25,9926346 ± 3,759x10−6 | IT=100%                                                          | 4.,35 us ± 0,16      |
| 27Na    | 26,994076 ± 4x10−6      | β- = 100% β-n = 0,098 ± 2,4%                                     | 301 ms ± 6           |
| 28Na    | 27,998939 ± 1,1x10−5    | β- = 100% β-n = 0,58 ± 1,2%                                      | 33,1 ms ± 1,3        |
| 29Na    | 29,002877 ± 7,876x10−6  | β- = 100% β-n = 22 ± 0,3% β-2n ?                                 | 43,2 ms ± 0,4        |
| 30Na    | 30,009098 ± 5,074x10−6  | β- = 100% β-n = 28,6 ± 2,2% β-2n = 1,24 ± 1,9% β-α = 5e−5 ± 0,2% | 45,9 ms ± 0,7        |
| 31Na    | 31,013147 ± 1,5x10−5    | β- = 100% β-n =36,0 ± 3,5% β-2n =0,73 ± 0,9% β-3n <0.05%         | 16,8 ms ± 0,3        |
| 32Na    | 32,020011 ± 4x10−5      | β- = 100% β-n = 26 ± 0,6% β-2n = 7,6 ± 1,5%                      | 12,9 ms ± 0,3        |
| 33Na    | 33,025529 ± 4,83x10−4   | β- = 100% β-n = 47 ± 0,6% β-2n = 13 ± 0,3%                       | 8,2 ms ± 0,4         |
| 34Na    | 34,034010 ± 6,435x10−4  | β- = 100% β-2n ≈50% β-n≈15%                                      | 5,5 ms ± 1,0         |
| 35Na    | 35,040614 ± 7,2x10−4    | β- = 100% β-n ? β-2n ?                                           | 1,5 ms ± 0,5         |
| 36Na    | 36,049279 ± 7,37x10−4   | n ?                                                              | -                    |
| 37Na    | 37,057042 ± 7,37x10−4   | β- ? β-n ? β-2n ?                                                | 1 ms ± 1,5 us        |
| 38Na    | 38,066458 ± 7,68x10−4   | n ?                                                              | -                    |
| 39Na    | 39,075123 ± 7,97x10−4   | β- ? β-n ? β-2n ?                                                | 1 ms ± 400 ns        |

## Abbondanza e disponibilità
| Sistema solare   | 5,7 x 10−2 (frazione molare atomica relativa a Si = 1) |
| Sole             | 6,0 x 10−2 (frazione molare atomica relativa a Si = 1) |
| Crosta terrestre | 2,36 × 104 mg/kg                                       |
| Oceani           | 1,08 × 104 mg/l                                        |

Le linee D del sodio sono tra le più prominenti nello spettro solare. Sebbene il sodio sia il sesto elemento più abbondante sulla Terra e costituisca circa il 2,6% della crosta terrestre, è un elemento molto reattivo e non si trova mai libero in natura. Il sodio è presente in moltissime rocce, tra cui le più abbondanti sono:
- l'albite, Na(AlSi3O8);
- la sciorlite, NaFe2+3Al6(Si6O18)(BO3)3(OH)3(OH);
- l'analcime, Na(AlSi2O6) · H2O;
- la montmorillonite, (Na,Ca)0.33(Al,Mg)2(Si4O10)(OH)2 · nH2O;
- l'halite, NaCl;
- la nefelina, Na3K(Al4Si4O16);
- l'egirina, NaFe3+Si2O6;
- il natrolite, Na2Al2Si3O10 · 2H2O;
- la dravite, NaMg3Al6(Si6O18)(BO3)3(OH)3(OH);
- l'egirina-augite, (NaaCabFe2+cMgd)(Fe3+eAlfFe2+gMgh)Si2O6

Sodio e cloro, insieme al potassio, servono a mantenere la pressione osmotica, l'equilibrio acido-base e il bilancio dei fluidi nei tessuti corporei.

## Caratteristiche atomiche
Il sodio è un elemento del primo gruppo, terzo periodo (metalli alcalini), blocco s della tavola periodica.
| Caratteristica             |                  |                  |
| -------------------------- | ---------------- | ---------------- |
| Configurazione elettronica | [Ne]3s1          | [Ne]3s1          |
| Stato fondamentale         | 2S1/2            | 2S1/2            |
| Stato di ossidazione       | +1, -1           | +1, -1           |
| Energia di ionizzazione    | 5,139 eV         | 5,139 eV         |
| Energia di ionizzazione    | 1°               | 495,845 kJ/mol   |
| Energia di ionizzazione    | 2°               | 4.562,444 kJ/mol |
| Energia di ionizzazione    | 3°               | 6.910,28 kJ/mol  |
| Energia di ionizzazione    | 4°               | 9.543,36 kJ/mol  |
| Energia di ionizzazione    | 5°               | 13.353,6 kJ/mol  |
| Energia di ionizzazione    | 6°               | 16.612,85 kJ/mol |
| Energia di ionizzazione    | 7°               | 20.117,2 kJ/mol  |
| Energia di ionizzazione    | 8°               | 25.496,25 kJ/mol |
| Affinità elettronica       | 0,548 eV         | 0,548 eV         |
| Elettronegatività          | Scala di Pauling | 0,93             |
| Elettronegatività          | Scala di Allen   | 0,869            |
| Raggio atomico empirico    | 180 pm           | 180 pm           |
| Raggio covalente           | 166(9) pm        | 166(9) pm        |
| Raggio di Van der Waals    | 227 pm           | 227 pm           |

| Ione      | N° i linee | Linee con probabilità di transizione | Linee con livelli designati | N. di livelli |
| --------- | ---------- | ------------------------------------ | --------------------------- | ------------- |
| Na (I)    | 869        | 523                                  | 858                         | 430           |
| Na (II)   | 1345       | 176                                  | 605                         | 165           |
| Na (III)  | 560        | 417                                  | 560                         | 120           |
| Na (IV)   | 687        | 671                                  | 687                         | 104           |
| Na (V)    | 529        | 503                                  | 527                         | 102           |
| Na (VI)   | 657        | 594                                  | 641                         | 116           |
| Na (VII)  | 1374       | 1369                                 | 1374                        | 142           |
| Na (VIII) | 464        | 456                                  | 464                         | 89            |
| Na (IX)   | 172        | 138                                  | 172                         | 46            |
| Na (X)    | 594        | 586                                  | 594                         | 111           |
| Na (XI)   | 156        | 156                                  | 156                         | 128           |
| Total:    | 7407       | 5589                                 | 6638                        | 1553          |

## Metodi di preparazione
Attualmente viene ottenuto a livello commerciale mediante l'elettrolisi di cloruro di sodio fuso e assolutamente asciutto. Questo metodo è molto più economico rispetto all'elettrolisi dell'idrossido di sodio, che veniva utilizzata alcuni anni fa.

## Caratteristiche chimico-fisiche
| Stato in condizioni standard | solido grigio inodore   |
| Reticolo di Bravais          | cubico a facce centrate |
| Densità                      | 0,97 g/cm3              |

| Configurazione elettronica | [Ne]3s1   |
| Tipo di legame             | metallico |

| Punto di fusione                                                              | 97,8°C                | 97,8°C                |
| Punto di ebollizione                                                          | 883 °C                | 883 °C                |
| Punto triplo                                                                  | 370,98 K              | 370,98 K              |
| Punto di infiammabilità                                                       | 82 °C                 | 82 °C                 |
| Entalpia standard di formazione del gas                                       | 107,30 kJ/mol         | 107,30 kJ/mol         |
| Entalpia standard di formazione del liquido                                   | 2,41 kJ/mol           | 2,41 kJ/mol           |
| Entropia standard di formazione del gas (a 1 bar)                             | 153,65 J/mol*K        | 153,65 J/mol*K        |
| Entropia standard di formazione del liquido (a 1 bar)                         | 57,86 J/mol*K         | 57,86 J/mol*K         |
| Entropia standard di formazione del solido (a 1 bar)                          | 51,30 ± 0,20 J/mol*K  | 51,30 ± 0,20 J/mol*K  |
| Parametri dell'equazione di Shomate per il gas (1.170.,525K < T < 6.000K)     | A                     | 20.80573              |
| Parametri dell'equazione di Shomate per il gas (1.170.,525K < T < 6.000K)     | B                     | 0.277206              |
| Parametri dell'equazione di Shomate per il gas (1.170.,525K < T < 6.000K)     | C                     | -0.392086             |
| Parametri dell'equazione di Shomate per il gas (1.170.,525K < T < 6.000K)     | D                     | 0.119634              |
| Parametri dell'equazione di Shomate per il gas (1.170.,525K < T < 6.000K)     | E                     | -0.008879             |
| Parametri dell'equazione di Shomate per il gas (1.170.,525K < T < 6.000K)     | F                     | 101.0386              |
| Parametri dell'equazione di Shomate per il gas (1.170.,525K < T < 6.000K)     | G                     | 178.7095              |
| Parametri dell'equazione di Shomate per il gas (1.170.,525K < T < 6.000K)     | H                     | 107.2999              |
| Parametri dell'equazione di Shomate per il liquido (370,98K < T < 1.170,525K) | A                     | 40.25707              |
| Parametri dell'equazione di Shomate per il liquido (370,98K < T < 1.170,525K) | B                     | -28.23849             |
| Parametri dell'equazione di Shomate per il liquido (370,98K < T < 1.170,525K) | C                     | 20.69402              |
| Parametri dell'equazione di Shomate per il liquido (370,98K < T < 1.170,525K) | D                     | -3.641872             |
| Parametri dell'equazione di Shomate per il liquido (370,98K < T < 1.170,525K) | E                     | -0.079874             |
| Parametri dell'equazione di Shomate per il liquido (370,98K < T < 1.170,525K) | F                     | -8.782300             |
| Parametri dell'equazione di Shomate per il liquido (370,98K < T < 1.170,525K) | G                     | 113.6646              |
| Parametri dell'equazione di Shomate per il liquido (370,98K < T < 1.170,525K) | H                     | 2.406001              |
| Parametri dell'equazione di Shomate per il solido (298K < T < 370K)           | A                     | 72.63675              |
| Parametri dell'equazione di Shomate per il solido (298K < T < 370K)           | B                     | -9.491572             |
| Parametri dell'equazione di Shomate per il solido (298K < T < 370K)           | C                     | -730.9322             |
| Parametri dell'equazione di Shomate per il solido (298K < T < 370K)           | D                     | 1414.518              |
| Parametri dell'equazione di Shomate per il solido (298K < T < 370K)           | E                     | -1.259377             |
| Parametri dell'equazione di Shomate per il solido (298K < T < 370K)           | F                     | -21.79467             |
| Parametri dell'equazione di Shomate per il solido (298K < T < 370K)           | G                     | 155.0963              |
| Parametri dell'equazione di Shomate per il solido (298K < T < 370K)           | H                     | 0.000000              |
| Parametri dell'equazione di Antoine (924K < T < 1.118K)                       | A                     | 2.46077               |
| Parametri dell'equazione di Antoine (924K < T < 1.118K)                       | B                     | 1873.728              |
| Parametri dell'equazione di Antoine (924K < T < 1.118K)                       | C                     | -416.372              |
| Pressione di vapore                                                           | 1,85 x 10−4 Pa a 400K | 1,85 x 10−4 Pa a 400K |
| Pressione di vapore                                                           | 5,6 Pa a 600K         |                       |

| Classificazione Goldschmidt | litofilo |
| Modulo di compressibilità   | 6,3 GPa  |

| Caratteristica        |              |
| --------------------- | ------------ |
| Calore specifico      | 1.228 J/kg K |
| Conducibilità termica | 141 W/m K    |
| Resistività elettrica | 47,7 nΩ·m    |

## Caratteristiche chimiche

### Reazione in acqua
La decomposizione in acqua porta alla liberazione di idrogeno e alla formazione di idrossido:
{\displaystyle {\ce {2Na + 2H2O -> 2NaOH + H2}}}

### Ossidazione
{\displaystyle {\ce {Na + O3 -> NaO2 + O.}}}
{\displaystyle {\ce {Na + O3 -> O2 + NaO}}}
{\displaystyle {\ce {Na + N2O -> N2 + NaO}}}
{\displaystyle {\ce {Na + O2 -> NaO2}}}
{\displaystyle {\ce {Na + H2O2 -> H2O + NaO}}}
{\displaystyle {\ce {Na + He + O2 -> He + NaO2}}}

### Idrossidi
{\displaystyle {\ce {Na + H2O2 -> NaOH + OH.}}}

### Nitrazione
{\displaystyle {\ce {Na + NO -> NaNO}}}
{\displaystyle {\ce {Na + Ar + NO -> Ar + NaNO}}}

### Clorurazione
{\displaystyle {\ce {Na + Cl2 -> NaCl + Cl.}}}
{\displaystyle {\ce {Na + SCl2 -> NaCl + SCl}}}
{\displaystyle {\ce {Na + BCl3 -> NaCl + BCl2}}}
{\displaystyle {\ce {Na + SiCl4 -> NaCl + SiCl3}}}
{\displaystyle {\ce {Na + S2Cl2 -> NaCl + SCl}}}
{\displaystyle {\ce {Na + AsCl3 -> NaCl + AsCl}}}
{\displaystyle {\ce {Na + PCl3 -> NaCl + PCl2}}}
{\displaystyle {\ce {Na + DCl -> NaCl + D}}}
{\displaystyle {\ce {Na + HCl -> NaCl + H.}}}
{\displaystyle {\ce {Na + SnCl4 -> NaCl + SnCl3}}}
{\displaystyle {\ce {Na + TiCl4 -> NaCl + TiCl3}}}
{\displaystyle {\ce {Na + C3H3Cl -> C3H3. + NaCl}}}
{\displaystyle {\ce {Na + CH2FCl -> .CH2F + NaCl}}}
{\displaystyle {\ce {Na + (CH3)3GeCl -> NaCl + (CH3)3Ge}}}
{\displaystyle {\ce {Na + (CH3)3SiCH2Cl -> NaCl + (CH3)3SiCH2.}}}
{\displaystyle {\ce {Na + (CH3)3SnCl -> NaCl + (CH3)3Sn}}}
{\displaystyle {\ce {Na + (CH3)2SnCl2 -> NaCl + (CH3)2SnCl}}}
{\displaystyle {\ce {Na + (CH3)2CCl2 -> NaCl + (CH3)2CCl}}}
{\displaystyle {\ce {Na + t-C4H9CH2Cl -> C5H12 + NaCl}}}
{\displaystyle {\ce {Na + C5H4ClN -> NaCl + C5H4N}}}
{\displaystyle {\ce {Na + C6H13Cl -> NaCl + (CH3)3CCH2CH2.}}}
{\displaystyle {\ce {Na + C7H18Cl2Si2 -> NaCl + (CH3)3SiCH(*)Si(CH3)3}}}
{\displaystyle {\ce {Na + C8H7Cl -> NaCl + C8H8}}}
{\displaystyle {\ce {Na + C8H9Cl -> NaCl + C8H10}}}
{\displaystyle {\ce {Na + C9H9Cl -> NaCl + C9H10}}}
{\displaystyle {\ce {4Na + C2ClF3 -> 2C + NaCl + 3FNa}}}   ΔrH° = -1.576,1 ± 5,4 kJ/mol

### Fluorurazione
{\displaystyle {\ce {C4F8 + 4Na -> 4C + 8FNa}}}   ΔrH° = -2.989 ± 9,2 kJ/mol
{\displaystyle {\ce {4Na + CF4 -> C + 4FNa}}}   ΔrH° = -1.362 ± 9,2 kJ/mol
{\displaystyle {\ce {C2F4 + 4Na -> 4FNa + 2C}}}   ΔrH° = -1.611 ± 4,6 kJ/mol
{\displaystyle {\ce {8Na + C3F8 -> 3C + 8FNa}}}   ΔrH° = -2.761 ± 7,1 kJ/mol
{\displaystyle {\ce {SF6 + Na -> NaF + SF5}}}
{\displaystyle {\ce {CH3F + Na -> .CH3 + NaF}}}

### Bromurazione
{\displaystyle {\ce {Na + C7H7Br -> NaBr + C8H9}}}
{\displaystyle {\ce {Na + HBr -> NaBr + H.}}}
{\displaystyle {\ce {Na + SiBr4 -> NaBr + SiBr4}}}
{\displaystyle {\ce {Na + C2H3Br -> NaBr + C2H3}}}
{\displaystyle {\ce {Na + C3H5Br -> NaBr + C3H5}}}
{\displaystyle {\ce {Na + C4H7Br -> NaBr + C4H7}}}
{\displaystyle {\ce {Na + C5H4BrN -> NaBr + C5H4N}}}
{\displaystyle {\ce {Na + C7H4BrN -> NaBr + C7H5N}}}
{\displaystyle {\ce {Na + C8H7Br -> NaBr + C8H8}}}
{\displaystyle {\ce {Na + C9H9Br -> NaBr + C9H10}}}

### Reazioni di coordinazione
{\displaystyle {\ce {(I- * 4294967295Na) + Na -> I-}}}   ΔrH° = 82,0 ± 9,6 kJ/mol
{\displaystyle {\ce {(Na+ * Na) + Na -> (Na+ * 2Na)}}}   ΔrH° = 133 kJ/mol

### Altre reazioni
{\displaystyle {\ce {Na + SO2 -> NaSO2}}}
{\displaystyle {\ce {Na + C2H3I -> C2H3 + NaI}}}
{\displaystyle {\ce {Na + C6H5I -> NaI + C6H5}}}
{\displaystyle {\ce {1/2 C16H10Cr2O6 (sol) + Na (cr) -> C8H5CrNaO3 (sol)}}} solvente = tetraidrofurano   ΔrH° = -285,1 ± 3,6 kJ/mol
{\displaystyle {\ce {1/2C16H10Mo2O6 (sol) + Na (cr) -> C8H5MoNaO3 (sol)}}}   solvente = tetraidrofurano ΔrH° = -265,5 ± 3,6 kJ/mol
{\displaystyle {\ce {1/2C26H30Mo2O6 (sol) + Na (cr) -> C13H15MoNaO3 (sol)}}}   solvente = tetraidrofurano ΔrH° = -250,6 ± 6,0 kJ/mol
{\displaystyle {\ce {1/2C16H10O6W2 (sol) + Na (cr) -> C8H5NaO3W (sol)}}}   solvente = tetraidrofurano ΔrH° = -258,2 ± 6,0 kJ/mol
{\displaystyle {\ce {1/2C8Co2O8 (sol) + Na (cr) -> C4CoNaO4 (sol)}}}   solvente = tetraidrofurano ΔrH° = -318 ± 11 kJ/mol
{\displaystyle {\ce {C13H10O (sol) + Na (cr) -> C13H10NaO (sol)}}}   ΔrH° = -161,1 ± 2,5 kJ/mol

### Composti
- Bicarbonato di sodio
- Boroidruro di sodio
- Bromuro di sodio
- Carbonato di sodio
- Cloruro di sodio
- Esanitrocobaltato di sodio
- Fluoruro di sodio
- Fosfato di sodio
- Idruro di sodio
- Ioduro di sodio
- Nitrato di sodio
- Nitrito di sodio
- Ossido di sodio
- Perossido di sodio
- Perossidisolfato di sodio
- Polisolfuro di sodio
- Seleniuro di sodio
- Solfato di sodio
- Solfito di sodio
- Solfuro di sodio
- Tellurito di sodio
- Tiosolfato di sodio
- Trifosfato pentasodico

### Precauzioni
Può incendiarsi spontaneamente o meno sull'acqua, a seconda della quantità di ossido e metallo esposto all'acqua. Normalmente, non si incendia nell'aria a temperature inferiori a 115 °C. Va manipolato e conservato in atmosfera di gas inerte al riparo dall'umidità. I vapori sono più pesanti dell'aria e si diffondono radenti al suolo.
Provoca gravi ustioni cutanee e gravi lesioni oculari. Se ingerito, provoca gravi bruciature alla bocca e alla gola, così come perforazione dell'esofago e dello stomaco.
Tossicità per la daphnia e per altri invertebrati acquatici CE50 - Daphnia magna (Pulce d'acqua grande) - 1.640 mg/l  - 48 h.

## Applicazioni
- Il sodio è utilizzato nella produzione di titanio, ammoniuro di sodio, cianuro di sodio, perossido di sodio e idruro di sodio;
- il sodio liquido è stato impiegato come refrigerante per i reattori nucleari;
- il vapore di sodio è utilizzato nelle lampade stradali, producendo una brillante luce gialla;[6]
- il sodio metallico è fondamentale nella fabbricazione di esteri e nella preparazione di composti organici;[7]
- il sodio metallico può essere utilizzato per migliorare la struttura di alcune leghe, rimuovere incrostazioni dai metalli e purificare metalli fusi[7]
- una lega di sodio con potassio (NaK) è un importante agente di trasmissione del calore;[7]
- viene utilizzato nelle batterie;[34]
- viene utilizzato nella preparazione di saponi;[35]
- gli isotopi 22Na e 24Na sono stati utilizzati come traccianti radioattivi negli studi degli elettroliti nel corpo umano;[36][37]
- il 22Na è un isotopo cosmogenico che è stato utilizzato per studiare il tempo di residenza dell'acqua nei bacini di acqua dolce. È stato impiegato per la datazione di acque superficiali e sotterranee giovani (fino a poche decine di anni);[38]
- il 22Na viene utilizzato come sorgente per calibrare gli scanner di tomografia a emissione di positroni (PET) per verificare che gli strumenti funzionino correttamente.[39]

## Galleria d'immagini

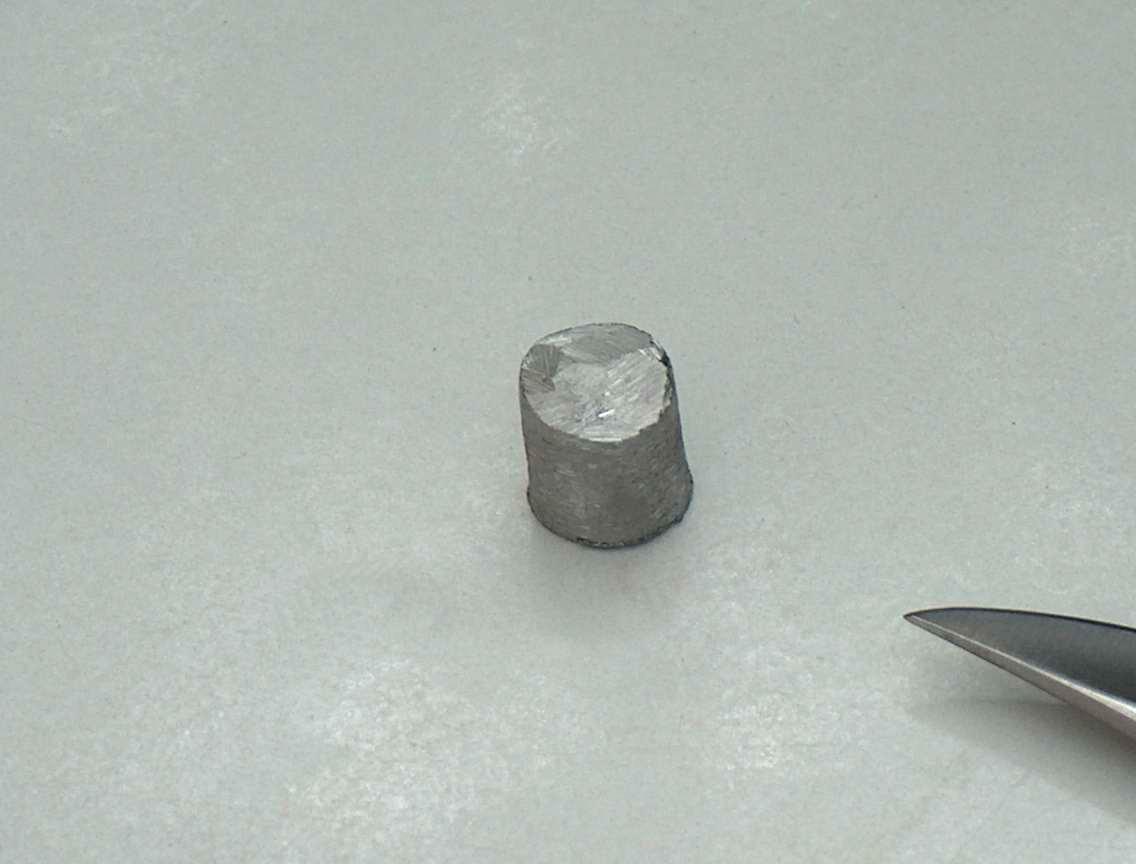
Sodio metallico (ACS) appena tagliato con un coltello
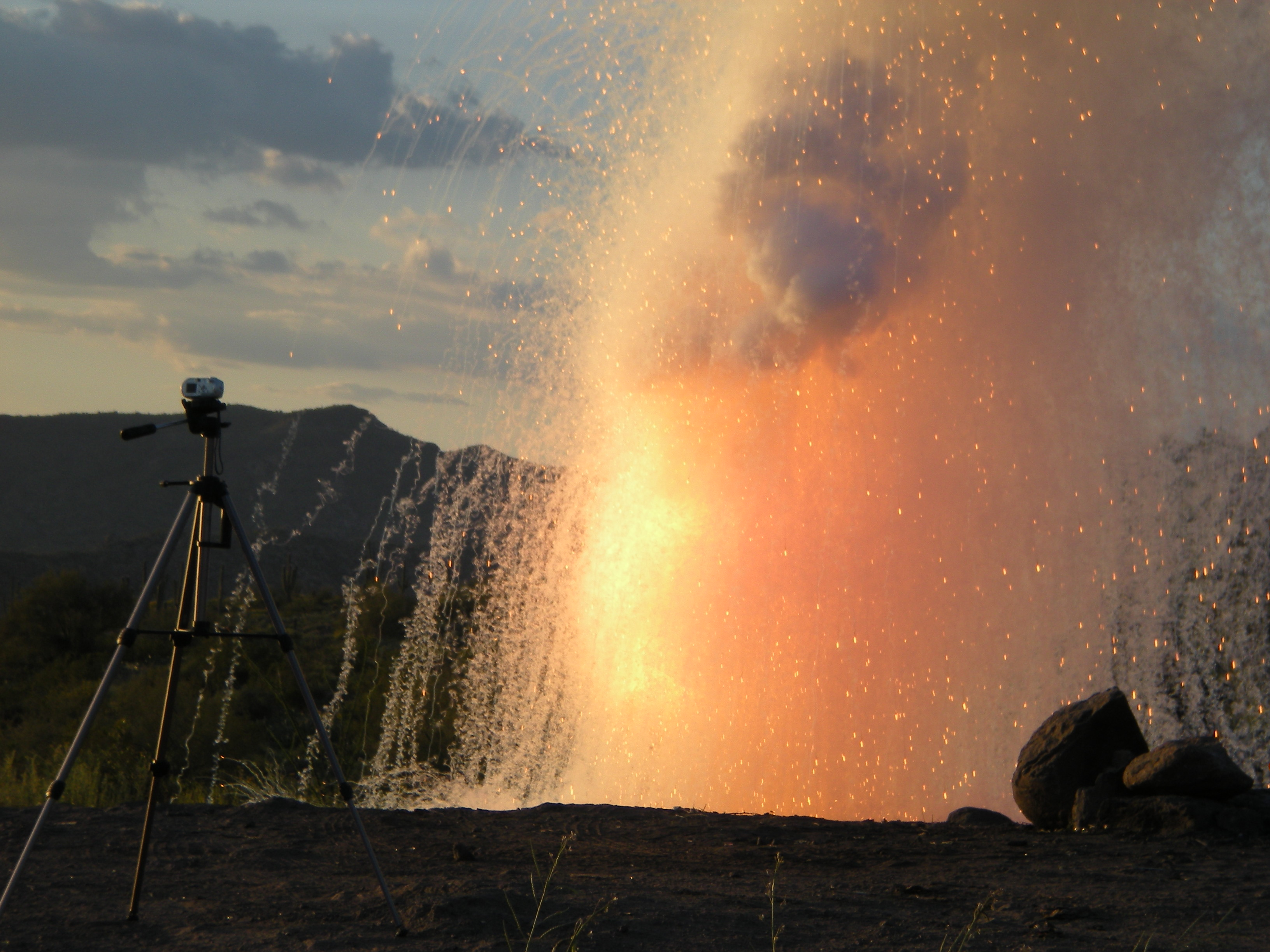
Esplosione provocata dall'aggiunta di acqua su 1,3 kg di sodio metallico